# North Caldwell
North Caldwell är en kommun (borough) i Essex County i New Jersey. Vid 2020 års folkräkning hade North Caldwell 6 694 invånare.